# Anemina fluminea
Anemina fluminea е вид мида от семейство Unionidae. Видът е незастрашен от изчезване.

## Разпространение
Разпространен е в Китай.